# Оротава
Ла Оротава (на испански: La Orotava) е град и община на испанския остров Тенерифе (Канарски острови), разположен в едноименната долина, намираща се в северната част на острова. Около половината от населението, наброяващо 41 726 души (2012), живее в общинския център. Останалите жители са разпръснати в множество по-малки селища.